# Herta Ehlert
Herta Ehlert, nata Herta Liess (Berlino, 26 marzo 1905 – Berlino, 4 aprile 1997), è stata una militare tedesca, guardia di numerosi campi di concentramento nazisti.

## Durante il nazismo
Herta Liess nacque a Berlino nel 1905 e cambiò il proprio cognome in Ehlert dopo il suo matrimonio. Il 15 novembre 1939 si arruolò come guardia e cominciò a prestare servizio come Aufseherin nel campo di concentramento femminile di Ravensbrück. 
Nell'ottobre 1942 fu trasferita presso il campo di Majdanek nei pressi di Lublino. In base alla testimonianza resa dalla stessa Ehlert nel corso del processo a suo carico tenuto dopo la guerra, alcuni ufficiali delle SS notarono che era troppo indulgente, cortese e servizievole nei confronti dei prigionieri, così fu mandata nuovamente a Ravensbrück per fare un ulteriore anno di "esperienza". In questo periodo Herta divorziò dal marito. Dopo la seconda guerra mondiale descriverà l'anno di "esperienza" a Ravensbrück come "fisicamente e psicologicamente impegnativo". Fu trasferita più tardi al campo di sterminio di Auschwitz come aiutante, dove vide donne comandare i "Commandos" (gruppi di lavoro di schiavi). Successivamente prestò servizio come guardia al sottocampo di Rajsko, in Polonia, prima di essere trasferita al campo di Bergen-Belsen, dove divenne vice capo-guardia sotto la guardia superiore Elisabeth Volkenrath ed Irma Grese.

## Dopo la guerra
Quando gli Alleati liberarono il campo di Belsen, la Ehlert fu arrestata e processata nel Processo di Belsen, dove ammise di aver maltrattato i prigionieri solo in momenti di stretta necessità, ma negò ogni implicazione negli omicidi dei prigionieri. Disse anzi di aver invano protestato contro Josef Kramer e le altre guardie del campo per la scarsità di cibo agli internati, che li avrebbe portati a lungo andare alla morte. Tuttavia fu condannata ad una pena detentiva di 15 anni e rilasciata il 22 dicembre 1951. Una volta libera assunse il nome di Herta Naumann e morì a Berlino nel 1997.